# Kasubi Tombs

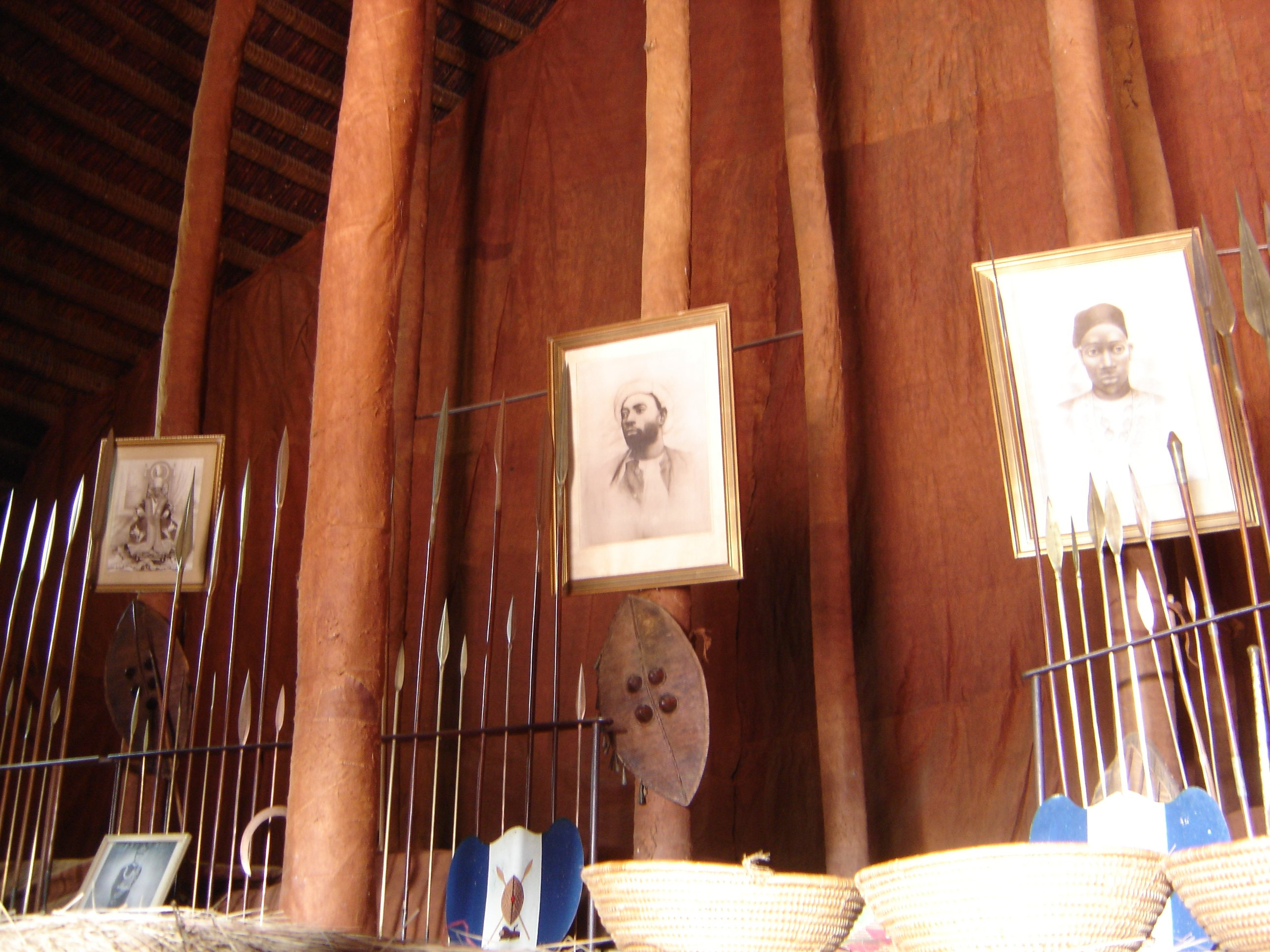
Innenansicht des Haupthauses mit Relikten und Porträts der bestatteten Kabakas

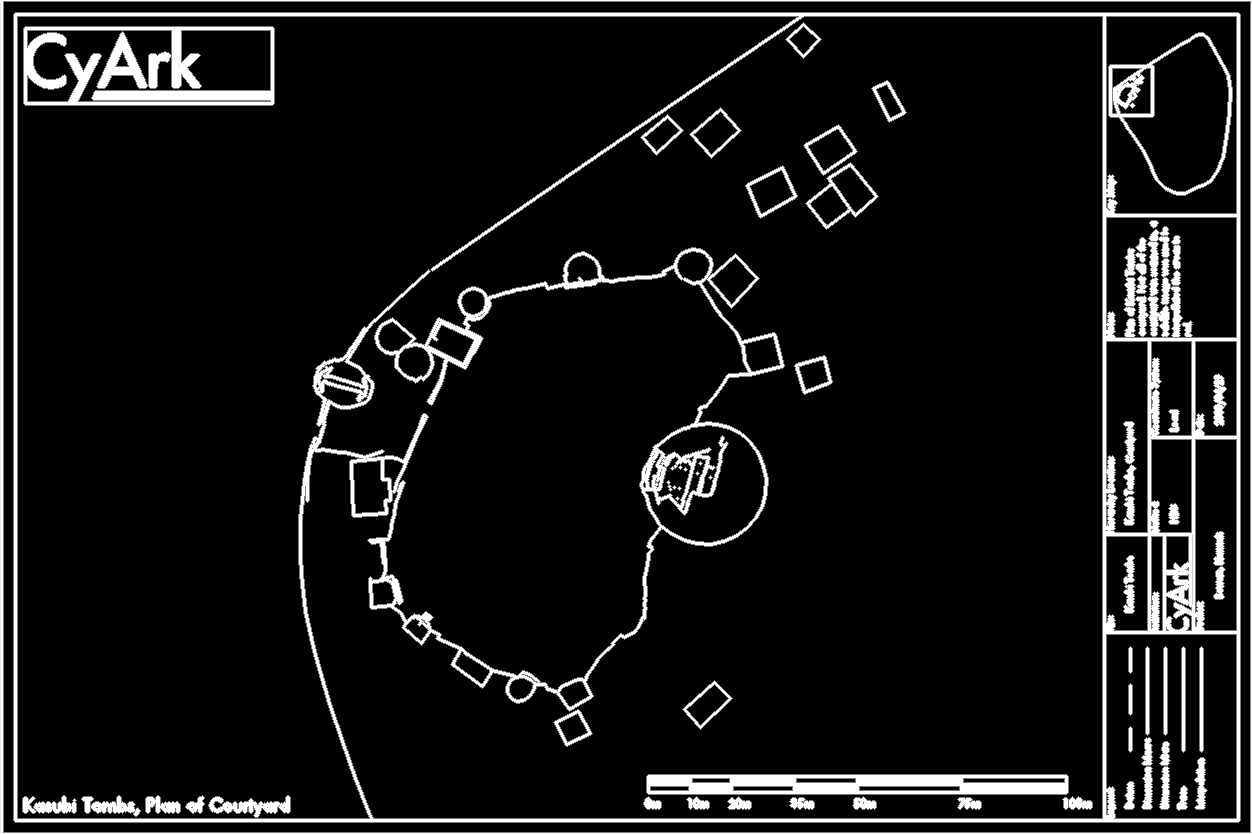
Skizze der Anlage

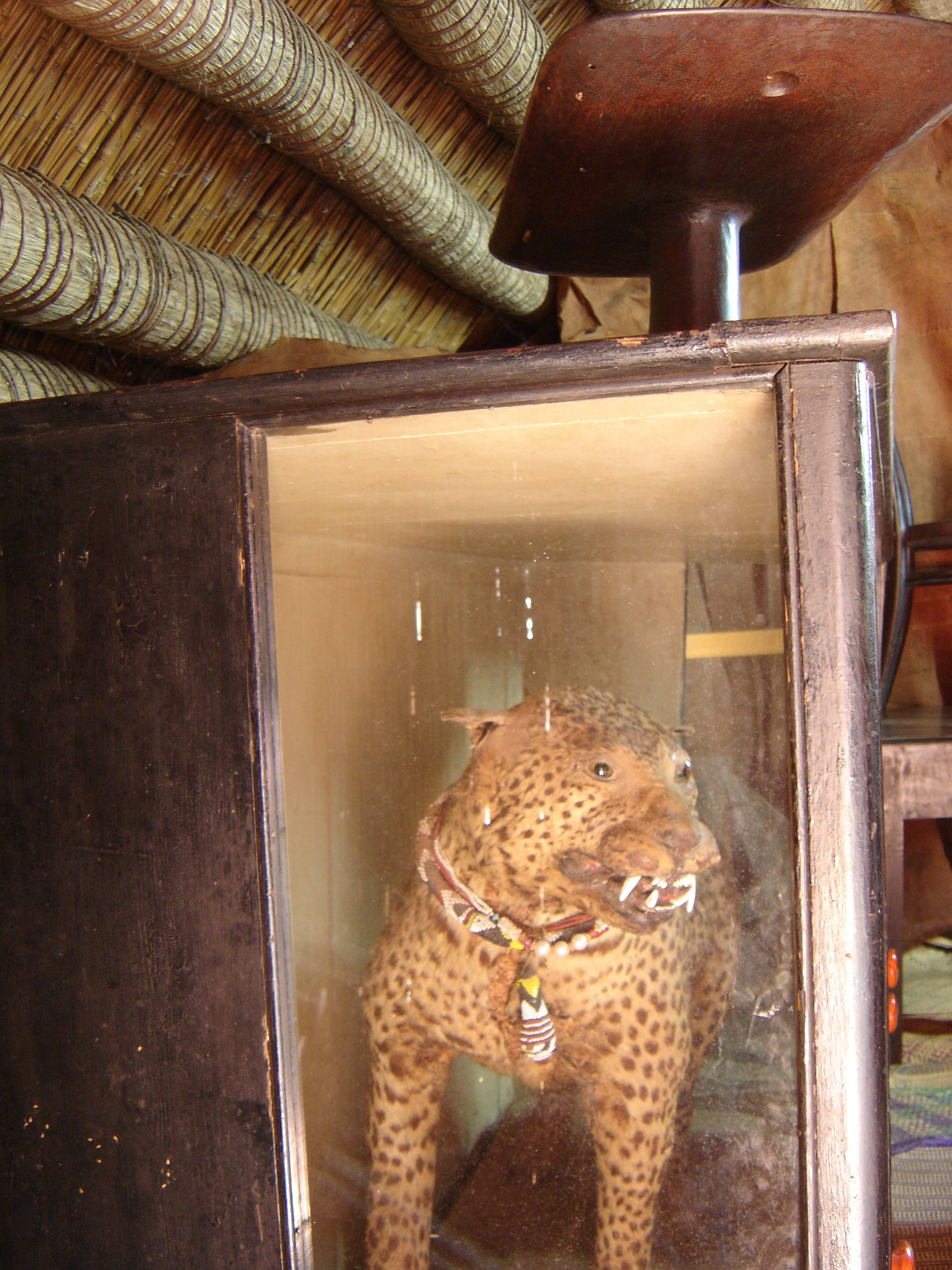
Ausgestopfter Leopard in den Kasubi Tombs

Die Kasubi Tombs sind Grabmal und Begräbnisstätte der Könige (Kabakas) von Buganda auf dem Kasubi-Hügel in Kampala, der Hauptstadt Ugandas. Sie gelten als Vereinigung der historischen, religiösen und kulturellen Werte der Nation und als spirituelles Zentrum der Baganda. Nirgends sonst im Königreich wird die Religion so aktiv ausgeübt wie hier. Außerdem sind die Kasubi Tombs ein gutes Beispiel für die Architektur der Baganda.
Die Kasubi Tombs sind seit 2001 als Weltkulturerbe der UNESCO ausgewiesen. Sie wurden bei einem Feuer 2010 weitgehend zerstört und auf die Roten Liste des gefährdeten Welterbes gesetzt. Dank einer Rekonstruktion von 2018 bis 2023 konnten sie 2023 von der Roten Liste gestrichen werden.

## Anlage
Die 30 Hektar umfassende Anlage ist für viele Angehörige der Baganda ein spirituelles
Heiligtum. Der Kasubi-Hügel gliedert sich in drei Bereiche:
- den Bereich des Hauptgrabes im Westen
- einen Bereich mit Gebäuden und Friedhöfen dahinter
- einen großen landwirtschaftlich genutzten Bereich im Osten

Das gesamte Grundstück ist von einem Zaun umgeben. Der Eingang zu dem Hauptgrab und der Stätte als Ganzes ist ein Pförtnerhaus, genannt Bujjabukula. Hinter dem Pförtnerhaus schließt sich ein Vorhof mit dem Rundhaus Ndoga-Obukaba an, in welchem die königlichen Trommeln aufbewahrt werden. Diese bestehen aus unterschiedlich geformten, mittelgroßen bis großen, einfelligen Röhrentrommeln. Dort befindet sich auch eines der wenigen modernen Gebäude, in dem Eintrittskarten verkauft werden. Beide Häuser sind hinter dem Zaun versteckt. Dahinter schließt sich der Haupthof, Olugya an. Auch dieser Bereich ist mit einem Zaun eingefriedet. Dort steht das Haupthaus mit den Königsgräbern sowie neun weitere Häuser, die von den Ehefrauen und Witwen der Könige und für rituelle Zwecke genutzt wurden. Dahinter liegt der Bereich, der für landwirtschaftliche Zwecke genutzt wurde und den größten Teil der Anlage ausmacht. Nach dem Tod der Könige wurde das Land unter den Witwen aufgeteilt.

## Geschichte
1882 wurde auf dem Kasubi-Hügel ein Palast für den Kabaka errichtet, der 1884 mit dem Tode des Kabakas Mutesa I. zu einer Grabstätte umgewidmet wurde. Das zentrale Gebäude ist ein domförmiger, aus Schilfgras errichteter Rundbau mit einem Durchmesser von 31 Metern sowie einer Höhe von 12 Metern. In seinem Inneren befinden sich die Gräber der vier Kabakas:
- Mutesa I. (1835–1884)
- Mwanga II. (1868–1903)
- Daudi Chwa II. (1896–1939)
- Mutesa II. (1924–1969).

Da alle vier Könige in demselben Grab beerdigt wurden, wurden die Kasubi Tombs zu einem wichtigen Schrein. Dieses Hauptgrab wird Muzibu-Azaala-Mpanga genannt.
Alle Prinzen und alle Prinzessinnen, die Nachfahren eines der vier Kabakas sind, wurden ebenfalls dort begraben, das heißt hinter dem Hauptschrein. Dies machte den Ort nicht nur spirituell, sondern auch kulturell wichtig als königlichen Friedhof des Königreichs Buganda.

### Brandkatastrophe
Das Hauptgebäude der Kasubi Tombs, die eigentliche Begräbnisstätte wurde am Morgen des 16. März 2010 durch einen Brand zerstört. Die Überreste der Kabakas blieben nach Aussagen des ugandischen Premierministers John Bosco Walusimbi, bei dem Brand jedoch unversehrt. Die Ursache des Brandes ist noch unbekannt. Das Königreich Buganda versprach, neben der nationalen Polizei unabhängige Ermittlungen zu den Ursachen des Brandes durchzuführen. Während eines gemeinsamen Auftritts des amtierenden Kabaka von Buganda Ronald Muwenda Mutebi II. und des ugandischen Präsidenten Yoweri Museveni am Ort des Geschehens kam es unter den zahlreich angereisten Besuchern zu Unruhen, in deren Verlauf Sicherheitskräfte zwei Randalierer erschossen und mehrere verletzten. Die seit den Unruhen im September 2009 ohnehin gespannten Beziehungen zwischen der Regierung Ugandas und der des Königreichs Buganda wurden so erneut belastet. Die Verwaltung des Königreichs Buganda versprach, die Grabanlage mit Unterstützung der ugandischen Regierung wieder aufzubauen.
Im Mai 2014 begann der Wiederaufbau des Haupthauses mit traditionellen Baumaterialien und -methoden. Bis 2023 wurden Muzibu Azaala Mpanga, das Hauptbegräbnisgebäude, und Bujjabukala, das Wachhaus, rekonstruiert.